# IAM Cycling
IAM Cycling (IAM) var ett schweiziskt cykelstall som tillhörde UCI World Tour.
Laget sponsrades av det schweiziska företaget Independent Asset Management SA, och cyklade på cyklar från Scott.

## Historia

### 2013
Laget grundades 2013 och hade då Professional Continental-status. Man värvade flera starka cyklister som Heinrich Haussler och svenskarna Thomas Löfkvist och Gustav Larsson. Stallets första seger kom när Thomas Löfkvist vann totalen i det franska etapploppet Tour Méditerranéen i februari 2013. Laget hade under året hoppats på wildcards till de tre stora etapploppen, men blev inte inbjudna till någon grand tour.

### 2014
Inför 2014 års säsong värvades den rutinerade franska cyklisten Sylvain Chavanel till laget, vilket spelade en avgörande roll till att laget bjöds in till sommarens Tour de France. Laget blev även inbjudet till Vuelta a España, men lyckades inte vinna någon etapp i något av loppen. I slutet av augusti vann Sylvain Chavanel endagsloppet GP Ouest-France.